# Голубой вагон (пісня)
«Голубой вагон» (укр. Блакитний вагон) — пісня з радянського мультфільму про пригоди Чебурашки і Крокодила Гени (серія «Шапокляк»). Автори твору — радянський і російський композитор Володимир Шаїнський та поет, драматург, телеведучий і сценарист Едуард Успенський (він же — автор казки «Крокодил Гена та його друзі»).

## Історія

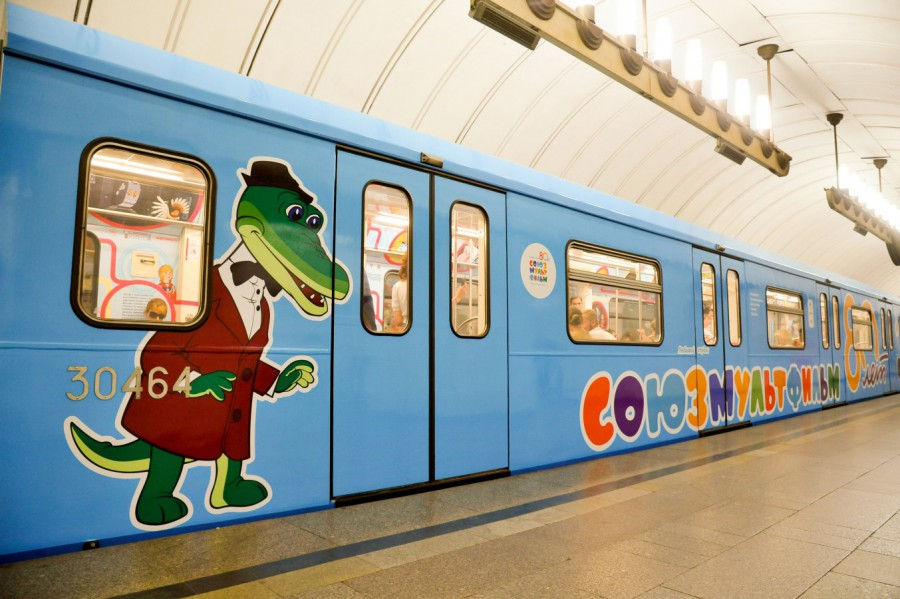
Поїзд московського метро, присвячений 80-річчю кіностудії «Союзмультфільм»

Мультфільм про пригоди Гени і Чебурашки став для Володимира Шаїнського дебютом у мультиплікації. Едуард Успенський до моменту написання пісні був досить знаменитий, хоча і його критикували за «відсутність піонерських рис» у своїх персонажів; він приділяв величезну увагу тексту і багато працював над ним, контролюючи етапи зйомки мультфільму з особливою ретельністю.
Хоча крокодила Гену в даному мультфільмі озвучував Василь Ліванов, саму пісню виконав Володимир Ферапонтов; він же озвучив всіх інших персонажів мультфільму (за винятком головних героїв).

### Зміст і текст
Твір написано в ля-мінорі, з розміром у 4/4. Незважаючи на досить позитивний і оптимістичний текст, інструментальна складова пісні вторить вокалу Ферапонтова, просочують весь твір нотками світлого смутку про приємні миттєвості, що уходять. Рядок про бажання продовжити поточний день ще на цілий рік ясно висловлює жаль автора з приводу швидкоплинного ритму життя. Твір вчить залишати минуле в минулому і вірити тільки про найкраще в майбутньому.
У ті роки в багатьох парках розваг вагончики дитячих залізниць фарбували саме в блакитний колір. Також в 1980-і роки в синій колір з червоною смугою офарблювалися вагони поїзда «Москва—Ростов» та «Іркутськ—Москва»; блакитним же кольором могли похвалитися фірмові поїзди «Москва—Київ» і «Москва—Мінськ».